# European Cup Winter Throwing
De European Cup Winter Throwing (Nederlands: Europacup Winterwerpen) is een jaarlijks Europees atletiekkampioenschap, dat wordt georganiseerd door de European Athletic Association (EAA). De wedstrijd wordt in maart gehouden en omvat de vier werponderdelen: discuswerpen, speerwerpen, kogelslingeren en kogelstoten. De wedstrijd wordt sinds 2001 georganiseerd en wisselt jaarlijks van locatie. De wedstrijd heette tot en met 2004 European Winter Throwing Challenge.
De wedstrijd bevat, naast de seniorencategorie voor mannen en vrouwen, ook sinds 2007 voor beide geslachten een categorie voor neo-senioren. De wedstrijd is bedoeld ter compensatie van het ontbreken van indoorwedstrijden voor de werponderdelen (met uitzondering van kogelstoten). De Europese Cup Winterwerpen is een wedstrijd die in landenteams wordt afgewerkt. Elk team zendt twee atleten uit per onderdeel bij de seniorencategorieën en één atleet per onderdeel bij de neo-senioren. Uiteindelijk wordt er per categorie een eindstand opgemaakt. Het is voor landen ook toegestaan om individuele atleten uit te zenden.

## Edities
|    | Jaar | Stad                  | Land       | Datum       | Deelnemers |
| -- | ---- | --------------------- | ---------- | ----------- | ---------- |
| 1  | 2001 | Nice                  | Frankrijk  | 9-10 maart  | 151        |
| 2  | 2002 | Pula                  | Kroatië    | 9-10 maart  | 175        |
| 3  | 2003 | Gioia Tauro           | Italië     | 13-14 maart | 137        |
| 4  | 2004 | Marsa                 | Malta      | 13-14 maart | 147        |
| 5  | 2005 | Mersin                | Turkije    | 12-13 maart | 174        |
| 6  | 2006 | Tel Aviv              | Israël     | 18-19 maart | 168        |
| 7  | 2007 | Jalta                 | Oekraïne   | 17-18 maart | 194        |
| 8  | 2008 | Split                 | Kroatië    | 15-16 maart | 229        |
| 9  | 2009 | Tenerife              | Spanje     | 14-15 maart | 226        |
| 10 | 2010 | Arles                 | Frankrijk  | 20-21 maart | 280        |
| 11 | 2011 | Sofia                 | Bulgarije  | 19-20 maart | 248        |
| 12 | 2012 | Bar                   | Montenegro | 17-18 maart | 282        |
| 13 | 2013 | Castellón de la Plana | Spanje     | 16-17 maart | 249        |

2001 · 2002 · 2003 · 2004 · 2005 · 2006 · 2007 · 2008 · 2009 · 2010 · 2011 · 2012 · 2013 · 2014 · 2015 · 2016